# アーテイアス
アーテイアス (Artaius)はアメリカ産でアイルランドで調教されたサラブレッドである。
1977年ヨーロッパの3歳牡馬の代表馬の1頭で、エクリプスステークスとサセックスステークスの2つのG1競走を制した。
引退後は種牡馬になり、1984年に日本に輸出された。当時、日本へ輸入された競走馬としては最高クラスの競走成績を持つ馬だった。オースミロッチ（京都記念、京都大賞典）などの重賞勝ち馬を輩出したものの、種牡馬成績は最高で日本国内19位どまりだった。

## 背景

### 血統
アーテイアスの父ラウンドテーブルは、アメリカ競馬史上、芝コースでは最良の成績をあげた1頭で、43勝をあげて1958年に全米年度代表馬になった。種牡馬としても大成功をおさめ、1972年の北米種牡馬チャンピオンに輝いた。アーテイアスの母、スタイリッシュパターン(Stylish Pattern)の母系はモリーアデア(Molly Adare)に遡る。この系統からはブリガディアジェラードやヴィンテージクロップ(Vintage Crop)が出ている。

### 生産者
アーテイアスはアメリカ・ケンタッキー州のジョン・ウェズリー・ヘインズ2世による生産馬である。ヘインズ2世はアメリカの衣料大手のヘインズ(Hanes)の創業者の息子で、金融界で頭角を表し、ニューヨーク証券取引所の理事を経てアメリカ財務省の副長官に抜擢された人物である。
ヘインズ2世は最初の妻と死別した後、1937年にホープという女性と再婚した。ホープはアメリカの馬産地の中心として知られるケンタッキー州ダンヴィル(Danville)の出身で、競走馬の生産を趣味にしていた。その影響でヘインズ2世もサラブレッドの世界に足を踏み入れることになった。夫妻はアメリカ古牡馬チャンピオンのボールドビッダー(Bold Bidder)をてがけたほか、ロイヤルチャージャー、ナシュア、マイバブといった一流種牡馬の導入で知られている。
ヘインズ2世は1954年から1960年までニューヨーク競馬協会(NYRA)の会長を務め、心臓を患って退任した後も競馬の名誉の殿堂博物館の館長などを歴任した。晩年には「模範的ホースマン」として殿堂入りを果たしている。

### 馬主
アーテイアスは1歳の時に競りに出された。これを購買したのはジョージ・Ｆ・ゲティ2世の未亡人(Mrs George Getty II)の代理人だった。
ジョージ・F・ゲティ2世(1924-1973)は、アメリカの石油小売大手「ゲティ石油(Getty Oil)」の創業社長ジャン・ポール・ゲティ(J. Paul Getty,1892-1976)の御曹司である。父ジャン・P・ゲティは世界一の大富豪として知られていたが、同時に頗る倹約家としても有名だった。1973年に、ジャン・P・ゲティの孫が誘拐されて1700万ドルの身代金を要求されると、ジャン・P・ゲティこれをにべもなく断った。犯人たちが孫の耳を切り落として送りつけ、身代金を払わないと孫を細切れにして送りつけると脅し、ジャン・P・ゲティは渋々、最終的に身代金を220万ドルまで値切って支払った。この事件があった年にゲティ2世も死んだ。その死因は不明瞭である。心労がたたっての自殺だとか、薬物中毒だったなどと囁かれたが、ジャン・P・ゲティは沈黙を貫いた。ゲティ2世の未亡人がアーテイアスを11万ドルで買ったのはその翌々年である。

### 調教師
アーテイアスはアイルランドのヴィンセント・オブライエン調教師の下へ送り込まれた。オブライエン師は既にニジンスキーで三冠を制するなど、イギリスでもトップクラスの調教師だった。オブライエン師は1950年代にアイルランド南部のティペラリー県に「バリードイル厩舎(Ballydoyle)」を拓いており、アーテイアスもそこへ入厩した。
この年、アメリカからバリードイル厩舎に預けられた2歳馬は、アーテイアスのほかにもいる。アメリカの大馬主ロバート・サングスターは20万ドルのザミンストレル(The Minstrel)と17.5万ドルのアレッジド(Alleged)を送り込んだ。しかし、サングスターとオブライエン調教師が一番期待をかけていたのはイギリス産馬のヴァリンスキー(Valinsky)という馬だった。ヴァリンスキーの父はニジンスキー、母はイギリスオークス馬という血統で、早いうちから翌年のダービー最有力候補と目されていた。しかし、2歳シーズンが終わった時点で一番高い評価を受けたのは、これらのどれでもなく、厩舎関係者が期待していなかったパドログ(Padroug)というアメリカ産馬になった。

## 競走生活
同厩舎のザミンストレルがイギリス・アイルランドの2000ギニー、ダービー、さらにはキングジョージ6世&クイーンエリザベスステークスとイギリス競馬のクラシックの王道を歩んだのに対し、アーテイアスはその陰にかくれて「裏街道」を歩んだとみなされている。
アーテイアスはイギリスのクラシックレースには出走せず、アイルランド、フランスを転戦し、夏以降は中距離路線を歩んだ。結果的には中距離路線で優れた成績を残し、この年のヨーロッパの3歳マイル部門でチャンピオンに選ばれた。同厩舎の馬では、ザミンストレルとは1度きり、アレッジドとは対戦せずに終わった。

### 同世代の馬たち
アーテイアスと同じ1974年生まれのサラブレッドには、次のようなものがいる。
- ザミンストレル - アーテイアスと同厩。のちにイギリスとアイルランドの年度代表馬。
- アレッジド - アーテイアスと同厩。のちにフランスで凱旋門賞連覇を果たす。
- J.O.トビン(J.O.Tobin) - イギリスの2歳牡馬チャンピオン。アメリカに渡り、不敗のシアトルスルーに初めて土をつける。のちにアメリカでチャンピオンスプリンター。
- ブラッシンググルーム - フランスの2歳牡馬チャンピオン。父はレッドゴッド。のちにイギリス・アイルランドの種牡馬チャンピオンとなる。アガ・カーン4世の持ち馬。
- マルゼンスキー - 日本の2歳牡馬チャンピオン。父はニジンスキー。のちに日本でアーテイアスと同厩となる。
- クリスタルパレス - フランスの競走馬。フランスダービーでアーテイアスと対戦。のちに日本で種牡馬になる。
- ネビオロ(Nebbiolo) - ザミンストレルを破ってイギリス2000ギニーに勝つ。父はレッドゴッドの子イエローゴッド。
- パンパポール(Pampapaul) - ザミンストレルを破ってアイルランド2000ギニーに勝つ。父はネビオロと同じイエローゴッド。
- シアトルスルー - アメリカの2歳牡馬チャンピオン。デビュー以来無敗を誇っていたが、J.O.トビンに敗れる。
- ラッキーソブリン - イギリスの競走馬。父はニジンスキー。のちに日本で種牡馬になる。

### 2歳時（1976年）
アーテイアスの初出走は1976年の秋である。アイルランド・カラ競馬場のG2戦ベレスフォードステークス(Beresford Stakes)（1マイル≒1609m）にレスター・ピゴット騎手で出走、オーケストラ(Orchestra)に次ぐ2着になった。デビューの時期も遅く、アーテイアスの2歳での出走はこの1走のみだった。
この年のイギリスの2歳戦線では、J.O.トビンが最も活躍した。J.O.トビンはミルリーフと同じネヴァーベンド産駒で、アメリカ人馬主のもとで7月にリッチモンドステークス、8月にシャンペンステークスを圧勝した。両レースで負かした相手が、のちにミドルパークステークスやチェヴァリーパークステークスを勝ったので、J.O.トビンの評価はさらに高まった。馬主は、もはやイギリスに敵なしとみて、J.O.トビンをフランスへ連れてゆき、グラン・クリテリウムに出走させた。ところが地元のブラッシンググルームに4馬身とアタマ差及ばず3着に負けてしまい、失望した馬主はJ.O.トビンをアメリカへ連れ帰ってしまった。J.O.トビンはその後2度とヨーロッパで走らなかった。
アーテイアスの僚馬ザミンストレルはデューハーストステークスに勝ったものの、イギリスでの評価は低かった。この年のイギリス競走馬ランキングでは、首位がJ.O.トビン、5ポンド差の2位にパドログ（エーコムステークス(Acomb Stakes)勝ち）がランクされ、ザミンストレルはさらに3ポンド下の3位だった。（後年の世評では、このときザミンストレルは過小評価されたと考えられている。）

### 3歳時（1977年）

#### 春シーズン
アーテイアスの3歳緒戦は、イギリスのサンダウン競馬場で行われるクラシックトライアル（G3、10ハロン≒2018m）になった。クラシックトライアルはイギリスダービーの重要な前哨戦の一つで、ここでアーテイアスは1対1（2.0倍）の大本命となり、人気通りナイトビフォー(Night Before)に楽勝した。
その数日前に行われた2000ギニーでは、大本命（約1.8倍）のザミンストレルが人気を裏切り3着に敗退していた。スタートで大きく出遅れた上に、人気薄のネビオロの大逃げに惑わされたのである。バリードイル厩舎では雪辱のため、ザミンストレルをアイルランド2000ギニーでネビオロに挑むことにした。アーテイアスもこのレースに出ることになった。
ところがそのレースでは、ザミンストレルはネビオロには先着したのだが、パンパポール(Pampapaul)という地元馬に短頭差で負けてしまった。アーテイアスにいたっては11着の凡走だった。同じ頃、バリードイル厩舎で一番期待のかかっていたヴァリンスキーがダービーへのステップレースで負けてしまった。よりによって、ヴァリンスキーを負かしたのは厩舎で一番期待していなかったアレッジドだった。
厩舎では、いったいどれをダービーに出すべきか悩むことになった。ザミンストレルは早熟の短距離馬のようで、12ハロン（約2400m）のダービーは難しそうだし（ピゴット騎手だけは逆にザミンストレルはステイヤーだと主張した）、アレッジドはキャリアが浅すぎてエプソム競馬場のトリッキーなコースでの激戦はこなせないだろう。ピゴット騎手の意見を採用してザミンストレルとヴァリンスキーをダービーに出すことにし、アーテイアスはフランスのダービーへ、アレッジドは地元アイルランドに残ることになった。
フランスの最強馬ブラッシンググルームがイギリスダービー制覇のためにエプソム競馬場へ遠征してくると、1番人気になった。迎え撃つザミンストレルが2番人気、ネビオロとラッキーソブリンが3番人気を分け合った。ピゴット騎手は接戦の末にザミンストレルを優勝に導いた。ブラッシンググルームは3着まで、ネビオロは5着、ヴァリンスキーは最下位だった。
一方、フランスダービーはフランス最強のブラッシンググルームがイギリスへ向かったことで、どの馬にも優勝のチャンスが広がった。唯一の外国遠征馬となったアーテイアスは地元のクリスタルパレスと激しく争って、半馬身差で敗れたものの2着に入った。

#### 夏シーズン
7月になると、アーテイアスはサンダウン競馬場のエクリプスステークスに出走した。初の古馬との対戦だったが、9対2（5.5倍）と高評価された。アーテイアスはスタートから先頭に立ち、そのままレースレコード（2分05秒30）で逃げ切った。2着には本命（3対1＝4.0倍）のラッキーウェンズデー(Lucky Wednesday)、3着には2番人気（7対2＝4.5倍）アークティックターン(Arctic Tern)が入った。
このあとアーテイアスはグッドウッド競馬場のサセックスステークス（8ハロン≒1609m、G1）に6対4（2.5倍）の本命で出走した。イギリス2000ギニー優勝のネビオロと*ミセスマカディー(Mrs McArdy)（同年のイギリス1000ギニー優勝馬。）も顔を揃えた。このレースでもアーテイアスは先手を奪い、そのまま後続に7馬身半差をつけて楽勝した。2着は古馬フリーステイト(Free State)、3着は前年のダービー2着馬レルキノ(Relkino)だった。
8月にはヨーク競馬場のベンソン&ヘッジズゴールドカップに出走した。このレースには6頭が集まったが、アーテイアスには1対1（2.0倍）を下回るほどの倍率がつけられた。しかし、直線で早めに先頭にたったアーテイアスだったが、レルキノにかわされてしまい、2着に終わった。3着にはイタリアダービー馬のオレンジベイが入った。

### 戦績表
| 齢 | 年   | 国・競馬場       | レース名（格）               | 距離              | 着順 | 1着馬(2着馬)      |
| 2  | 1976 | 愛・カラ         | ベレスフォードS (G2)         | 8F(≒1609m)        | 2    | Orchestra         |
| 3  | 1977 | 英・サンダウン   | クラシックトライアル (G3)    | 10F(≒2011m)       | 1    | (Night Before)    |
|    |      | 愛・カラ         | アイルランド2000ギニー (G1)> | 8F(≒1609m)        | 着外 | Pampapaul         |
|    |      | 仏・シャンティイ | フランスダービー (G1)        | 2400m             | 2    | *クリスタルパレス |
|    |      | 英・サンダウン   | エクリプスステークス (G1)    | 10F(≒2011m)       | 1    | (Lucky Wednesday) |
|    |      | 英・グッドウッド | サセックスステークス (G1)    | 8F(≒1609m)        | 1    | (Free State)      |
|    |      | 英・ヨーク       | ベンソン＆ヘッジズGC (G1)    | 10F110yds(≒2092m) | 2    | Relkino           |

- 距離のFはハロン、ydsはヤードを表す。

### 評価
1977年のタイムフォームレーティングでは、アーテイアスには129ポンドが与えられた。これは同厩舎のアレッジドを8ポンド下回るものだった。
インターナショナル・クラシフィケーションの値は130ポイント（1300-2000m部門）で、3歳馬としては5位である。一方、全ヨーロッパフリーハンデでは1300-2000m部門で64.5キロを与えられ、全欧2位の評価が与えられた。

## 種牡馬として

### イギリス時代
アーテイアスは1978年からイギリスで種牡馬となった。1984年に日本に輸出されるまでの間に、産駒はイギリスで55勝、フランスで23勝をあげ、￡282,522、₣1,808,100を稼いでいる。

#### フレイムオブタラ
ヨーロッパでの最良の産駒は、おそらく牝馬のフレイムオブタラ(Flame of Tara)である。フレイムオブタラはコロネーションステークスに勝ち、繁殖牝馬としてサルサビル(Salsabil)（イギリス1000ギニー、イギリスオークス、アイルランドダービー、フランス・ヴェルメイユ賞）やマルジュ(Marju)（セントジェームズパレスステークス）を産んだ。

#### エバーグレイスの活躍
イギリス時代の初期に、1頭の牝馬がアーテイアスを種付けしたのち、日本へ輸出された。これはロイヤルハイブ(Royal Hive)という、アーテイアスと同じ1974年生まれのイギリス牝馬である。その祖母は1000ギニー勝ち馬のハニーライト(Honeylight)という血統で、ロイヤルハイブ自身、現役時代はヴェルメイユ賞とヨークシャーオークスで2着になり、古馬になってアスコットゴールドカップでも2着になったというステイヤーだった。
ロイヤルハイブは新冠の鳳凰牧場でアーテイアスの持込馬となる牝馬を産んだ。それがエバーグレイスである。エバーグレイスは当時日本で唯一のアーテイアス産駒として活躍し、アーテイアスのアーニングインデックスは11に跳ね上がった。この年、アーテイアスの日本輸入が決まった。

### 日本時代
1984年に日本へ輸出され、1985年から沙流郡門別町のトヨサトスタリオンセンターで橋本牧場所有の種牡馬として供用された。当時としては日本に輸入されたサラブレッドの中でも有数の競走成績をもつ1頭で、当初の種付け料は350万円と、同じトヨサトスタリオンセンターで繋養中のマルゼンスキーと同額だった。
アーテイアスの初年度種付けには99頭、2年目には106頭、3年目には123頭もの牝馬が集まった。1986年生まれの世代が日本での初年度産駒である。
日本での産駒が2歳戦で走るようになった1988年は、アーティシャークが三才優駿（高崎競馬場）を勝ったものの、産駒の勝ち鞍は14にとどまり、アーニングインデックスは0.48と低調なデビューとなった。翌1988年からの種付け数は前年の半数に落ち込み、種付け料は200万円まで下げたものの、その後も50-60頭にとどまるようになった。供用地も門別から浦河に移り、最上ホースクラブの所有に変わっている。
2世代目となる1987年生まれの産駒は、シーズン序盤からダイカツブランドが札幌3歳ステークス(GIII)（この年は函館競馬場で行われた）で2着に入って期待を集めた。しかしその後は奮わず、この世代では翌春にマンジュデンゴッドがオープンクラスまで出世した程度で、重賞戦線を賑わすには至らなかった。アーテイアスの日本での成績のピークは1991年から1992年になる。1991年にはナイスパーワーとマチノコマチがGIII競走を1つずつ勝ち、東海地区ではブライアンカーチスがターフチャンピオンシップを勝つなど、重賞戦線で活躍した。アーテイアスは1991年に日本の種牡馬ランキングで19位、翌1992年も24位と上位につけた。しかしその後は成績が安定せず、1993年には56位、1994年からは100位以下に転落した。

#### オースミロッチ
この1991年時点では重賞勝ちはなかったが、最終的に日本で最も賞金を稼いだのはオースミロッチである。オースミロッチはアーテイアスの2世代目の産駒であり、ダイカツブランドやマンジュデンゴッドと同世代だった。しかし活躍のピークは5歳になってからで、1992年の春に京都記念(GII)を勝った。この年の種付けシーズンにはアーテイアスの種付け数は78にまで増えた。
オースミロッチはさらに1992年秋に京都大賞典(GII)を勝ち、有馬記念や宝塚記念でも入着する活躍をした。しかしアーテイアスの人気は回復しなかった。翌1993年春には19頭しか牝馬が集まらず、さらに翌年には7頭にまで減った。最終的に1997年には種付け数1（生産数は0）となり、この年の11月に用途変更となった。

### イギリス時代の主な産駒
| 馬名          | 生年 | 性別 | 主要戦績                                                                                           |
| ------------- | ---- | ---- | -------------------------------------------------------------------------------------------------- |
| Fedora Grey   | 1984 | 牝   | イタリア1000ギニー(G1)                                                                             |
| Flame of Tara | 1980 | 牝   | コロネーションS(G2)、プリティポリーS(G2)、アサシS(G3)。チャンピオンS(G1)2着。Salsabil、Marjuの母。 |
| Day is Done   | 1979 | 牡   | ナショナルS（アイルランド）(G2)、ノーフォークS(G3)                                                 |
| Liastra       | 1983 | 牝   | フィユドレール賞(G3)                                                                               |
| Zaius         | 1982 | 牝   | カラS(G3)                                                                                          |

### 日本での主な産駒
*重賞勝ち馬、もしくは賞金5000万円以上のものを採録。
| 馬名               | 生年 | 性別 | 獲得賞金 | 主要戦績                                                       |
| ------------------ | ---- | ---- | -------- | -------------------------------------------------------------- |
| オースミロッチ     | 1987 | 牡   | 34,306   | 京都大賞典(GII)、京都記念(GII)。宝塚記念(GI)3着。              |
| マチノコマチ       | 1988 | 牝   | 07,732   | 阪神牝馬特別(GIII)                                             |
| ナイスパーワー     | 1987 | 牡   | 07,768   | ダービー卿CT(GIII)                                             |
| ブライアンカーチス | 1988 | 牡   | 03,891   | （東海）ターフチャンピオンシップ重賞、中日スポーツ杯（秋）重賞 |
| ホウセイターキン   | 1990 | 牡   | 01,790   | （北海道）栄冠賞重賞                                           |
| リスクキャッスル   | 1988 | 牝   | 04,369   | （石川）3歳優駿重賞                                            |
| アーテイシャーク   | 1986 | 牡   | 0890     | （北関東）（高崎）三才優駿重賞                                 |
| マンジュデンゴッド | 1987 | 騸   | 10,552   | 春蘭S、仲冬S                                                   |
| ネーハイエンペラー | 1989 | 牡   | 10,713   | 和泉S。小倉大賞典(GIII)2着。                                   |
| ダイカツブランド   | 1987 | 牡   | 06,808   | 札幌3歳S(GIII)2着。ペガサスS(GIII)3着。                        |
| ハヤノビトン       | 1989 | 牡   | 05,771   | ジュニアC2着                                                   |
| ロードリーナイト   | 1986 | 牡   | 06,407   | 府中3歳S3着、NHK杯5着                                          |
| ミヤマリリー       | 1988 | 牡   | 07,384   | 八雲特別2回                                                    |
| ベストプレイヤー   | 1986 | 牝   | 10,305   | 五条坂特別、豊明特別、野苺賞                                   |
| キヌノカガヤキ     | 1986 | 牡   | 05,833   | 立春賞                                                         |
| エバーグレイス     | 1980 | 牝   | 07,520   | 漁火特別、阿寒湖特別、層雲峡特別、支笏湖特別、清里特別         |

### 母の父として
母の父としては、セントジェームズパレスステークス(G1)の優勝馬マルジュやフランスオークス(G1)の優勝馬ラーファを出している。ラーファは後に母となってインヴィンシブルスピリット（スプリントカップ(G1)）を産んだ。
そのほか、オーストラリアのエミレーツステークス(G1)を勝ったBezeal Bay、バンバンバンク（園田競馬場・兵庫ダービー）、キタサンシーズン（浦和競馬場・埼玉新聞杯）、ケイシュウトライ（高崎競馬場・高崎大賞典）、ルイス（名古屋競馬場・秋の鞍）などの母の父である。

## 血統
| ＊アーテイアス Artaiusの血統 | ＊アーテイアス Artaiusの血統 | ＊アーテイアス Artaiusの血統 | （血統表の出典） | （血統表の出典） |
| 父 Round Table               | 父の父Princequillo           | Prince Rose                  | Rose Prince      | Rose Prince      |
| 父 Round Table               | 父の父Princequillo           | Prince Rose                  | Indolence        |                  |
| 父 Round Table               | 父の父Princequillo           | Cosquilla                    | Papyrus          | Papyrus          |
| 父 Round Table               | 父の父Princequillo           | Cosquilla                    | Quick Thought    |                  |
| 父 Round Table               | 父の母Knight's Daughter      | Sir Cosmo                    | The Boss         | The Boss         |
| 父 Round Table               | 父の母Knight's Daughter      | Sir Cosmo                    | Ayn Hali         |                  |
| 父 Round Table               | 父の母Knight's Daughter      | Feola                        | Friar Marcus     | Friar Marcus     |
| 父 Round Table               | 父の母Knight's Daughter      | Feola                        | Aloe             |                  |
| 母 Stylish Pattern           | 母の父My Babu                | Djebel                       | Tourbillon       | Tourbillon       |
| 母 Stylish Pattern           | 母の父My Babu                | Djebel                       | Loika            |                  |
| 母 Stylish Pattern           | 母の父My Babu                | Perfume                      | Badruddin        | Badruddin        |
| 母 Stylish Pattern           | 母の父My Babu                | Perfume                      | Lavendula        |                  |
| 母 Stylish Pattern           | 母の母Sunset Gun             | Hyperion                     | Gainsborough     | Gainsborough     |
| 母 Stylish Pattern           | 母の母Sunset Gun             | Hyperion                     | Selene           |                  |
| 母 Stylish Pattern           | 母の母Sunset Gun             | Ace of Spades                | Atout Maitre     | Atout Maitre     |
| 母 Stylish Pattern           | 母の母Sunset Gun             | Ace of Spades                | Brave Empress    |                  |
| 母系(F-No.)                  | (FN:14-c)                    | (FN:14-c)                    | (FN:14-c)        | [ § 2 ]          |
| 5代内の近親交配              | Gay Crusader 5×5             | Gay Crusader 5×5             | Gay Crusader 5×5 | [ § 3 ]          |
| 出典                         | 1. 2. 3.                     | 1. 2. 3.                     | 1. 2. 3.         | 1. 2. 3.         |